# Golfo dell'Alaska
Il golfo dell'Alaska (inglese: gulf of Alaska) è un ampio braccio di mare dell'oceano Pacifico nord-orientale in corrispondenza della costa del Nord America. 

## Geografia
Il golfo copre una superficie di circa un milione e mezzo di km². È delimitato a ovest dalla penisola di Alaska e dall'isola Kodiak, a nord dalla costa meridionale dell'Alaska e a est dalle isole dell'arcipelago Alessandro. La costa del golfo è molto frastagliata. In particolare a nord sono situate le ampie insenature di Cook in corrispondenza dell'estuario del fiume Susitna e lo stretto di Prince William nel quale defluisce il fiume Copper. Sulla costa si estendono gli imponenti ghiacciai di Malaspina e Bering. In prossimità della costa affiorano diverse isole. 
I porti principali sono Anchorage, Seward e Valdez.

## Storia
Nel 1741 una spedizione russa guidata dall'esploratore danese Vitus Bering raggiunse il golfo. 
Nel 1977 il famoso porto di Valdez fu collegato con i campi petroliferi della Prudhoe Bay dall'oleodotto Trans Alaska. Nel 1989 la fuoriuscita di petrolio dalla petroliera Exxon Valdez nello stretto di Prince William provocò un grave disastro ambientale.

## Meteorologia
Il golfo è un grande generatore di tempeste. Oltre a rovesciare grandi quantità di neve e ghiaccio sull'Alaska meridionale, concludendosi in alcune delle più ampie concentrazioni a sud del Circolo polare artico, molte di queste tempeste si dirigono verso sud lungo le coste della Columbia Britannica, degli stati di Washington e dell'Oregon, fino a giungere a sud, nella California meridionale (principalmente durante il verificarsi del fenomeno di El Niño). Molte delle piogge stagionali nel nordovest dell'Oceano Pacifico e nel sudovest degli Stati Uniti d'America provengono dal golfo dell'Alaska.